# Epsilon Arietis
Epsilon Arietis (ε Ari, ε Arietis) är Bayerbeteckning för en visuell dubbelstjärna i mittendelen av stjärnbilden Väduren. Den befinner sig, baserat på en årlig parallaxförskjutning av 9,81 mas, på ett avstånd av cirka 330 ljusår (100 parsecs) från solen. Den har en skenbar magnitud på 4,63 och är synlig för blotta ögat. Ett mindre teleskop krävs dock för visuell upplösning av konstellationens komponenter.

## Nomenklatur
Epsilon Arietis  utgör tillsammans med δ Ari, ζ Ari, π Ari och ρ 3 Ari , Al Bīrūnīs Al Buṭain (ألبطين ), den dubbla Al Baṭn, ”buken”. Enligt stjärnkatalogen i Technical Memorandum 33-507 - A Reduced Star Catalog Containing 537 Named Stars, var Al Buṭain samigsnamn för fem stjärnor: δ Ari som Botein , π Ari som Al Buṭain I, ρ 3 Ari som Al Buṭain II, ε Ari som Al Buṭain III och ζ Ari som Al Buṭain IV.

## Egenskaper
Den ljusare komponenten i denna dubbelstjärna har en skenbar magnitud på 5,2. Dess följeslagare med skenbar magnitud på 5,5 finns med en vinkelseparation på 1,426 ± 0.010 bågsekunder längs en positionsvinkel på 209,2° ± 0,3°. Båda är stjärnor av A-typ i huvudserien med spektralklass  A2 Vs. ('s'-suffix indikerar att absorptionslinjerna i spektrumet är tydligt smala.) I Catalogen of Ap, HgMn och Am stars, 2009, har de två stjärnorna en klassificering som A3 Ti, vilket indikerar att de är Ap-stjärnor med ett onormalt överflöd av titan. Inom en felmätningsmarginal är deras projicerade rotationshastigheter 60 km/s identisk.